# Fjellerup (Faaborg-Midtfyn Kommune)
 Denne artikel omhandler byen Fjellerup (Faaborg-Midtfyn Kommune). Der er også andre byer med dette navn, se Fjellerup.
Fjellerup er en by på Fyn med 202 indbyggere i byområdet (2023), beliggende 22 km sydvest for Nyborg, 27 km sydøst for Odense og 6 km øst for Ringe. Byen hører til Faaborg-Midtfyn Kommune og ligger i Region Syddanmark. Fjellerup kom i 2010 over de 200 indbyggere, som er Danmarks Statistiks kriterium på en by.
Selve Fjellerup hører til Ryslinge Sogn. Ryslinge Kirke ligger i Ryslinge 3 km vest for Fjellerup. Gammel Fjellerup, der i kraft af spredt bebyggelse langs landevejen er en del af det samlede byområde, hører til Gislev Sogn. Gislev Kirke ligger i Gislev 2 km sydøst for Gammel Fjellerup.

## Historie

### Jernbanen
Fjellerup fik station på Ringe-Nyborg Banen (1897-1962).
- Den tidligere stationsbygning
- Trinbrættet er nu kolonihaver